# Elaphoglossum neeanum
Elaphoglossum neeanum är en träjonväxtart som beskrevs av A. Rojas. Elaphoglossum neeanum ingår i släktet Elaphoglossum och familjen Dryopteridaceae. Inga underarter finns listade.